# Карнавал в Сан-Паулу
Карнавал в Сан-Паулу — вечеринка момо, проводимая в городе Сан-Паулу в одноименном бразильском штате. Он состоит из парада школ самбы на самбадроме Анхемби, балов в клубах и уличных кварталах. В настоящее время он считается одним из самых крупных и популярных событий в Бразилии.
Карнавал не проводился в 1915-18, 1940-45 и 2021 годах.

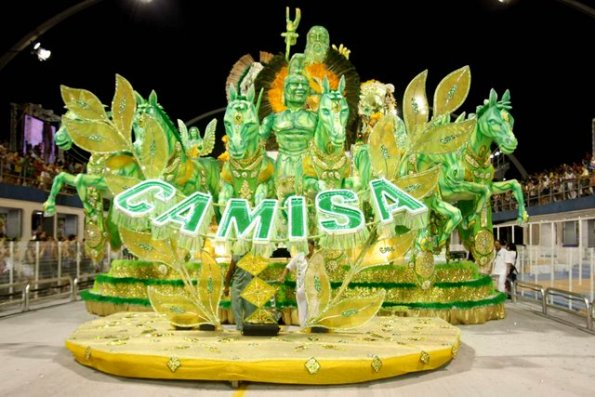
2010

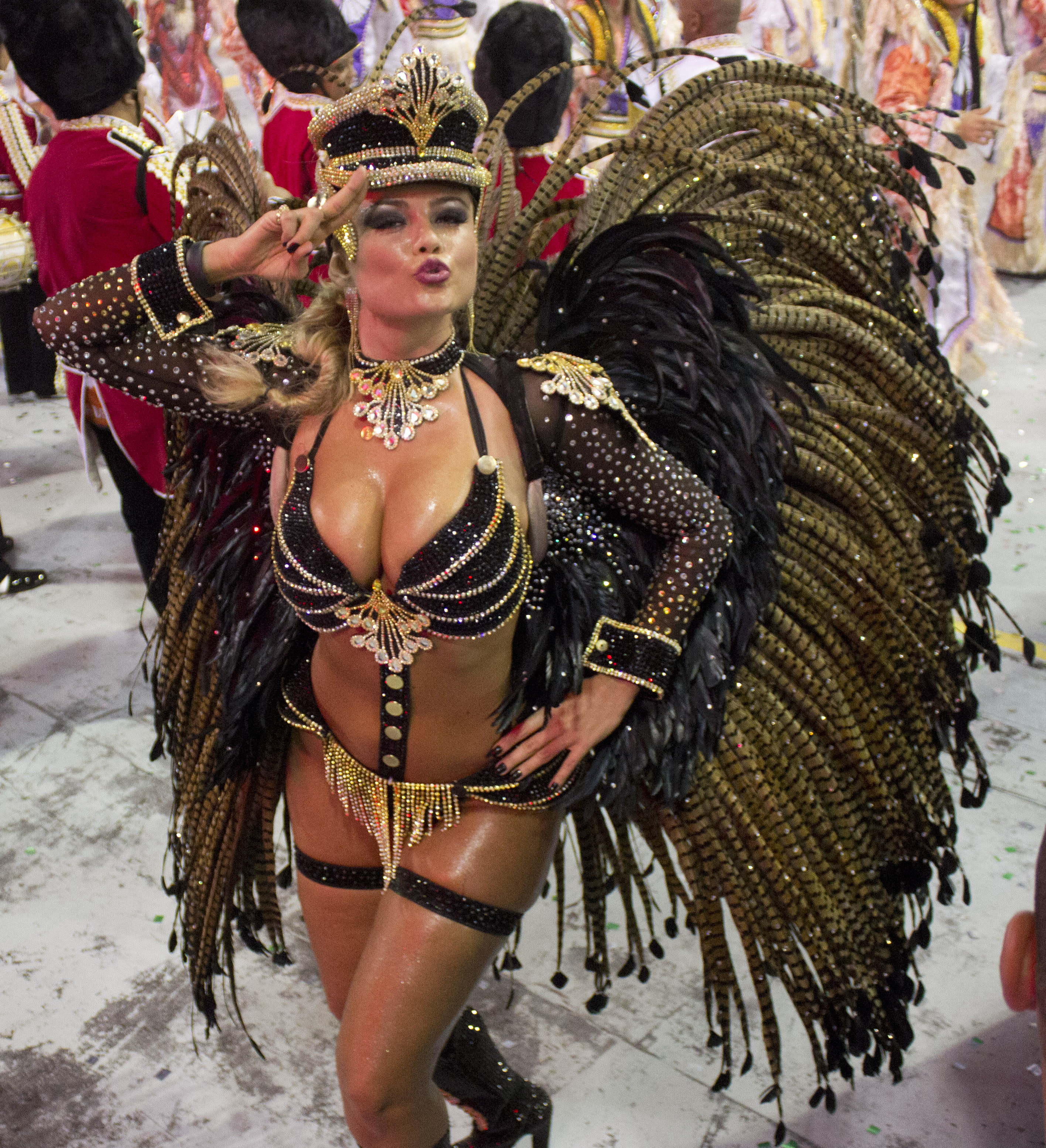
Эллен Роше. 2013

## История
Карнавал возник в 15 веке как игра, в которой люди обливали друг друга водой и другими жидкостями.
Начиная с карнавала 2019 года, Rede Globo показывал только количество карнавалов в Сан-Паулу для штата Сан-Паулу, в дополнение к двум парадам, проведенным самим Rede Globo; однако для остальной части Бразилии (и всего мира) компакт не отображается, кроме того, что он не отображается через Rede Globo, расчет отображается только (для Бразилии и мира): Globoplay, G1, таким образом сделав вывод, что карнавал в Сан-Паулу будет менее важным по сравнению с карнавалом в Рио-де-Жанейро, поскольку Rede Globo показывает Рио-де-Жанейро с расчетом на всю Бразилию, а Mundo с подсчетом особой группы Рио-де-Жанейро, как в Rede Globo, как в G1 и Globoplay.